# Hotel Balmoral
El Hotel Balmoral (en inglés: Balmoral Hotel) es un hotel de lujo de cinco estrellas y un icono en Edimburgo, Escocia, conocido como el North British Hotel  hasta finales de 1980. Se encuentra ubicado en el corazón de la ciudad en el extremo este de la calle Princes, la principal vía comercial debajo de la roca del castillo de Edimburgo, y en el extremo sur de la Ciudad Nueva. Como resultado de una competición de 1895,  el hotel fue originalmente inaugurado en 1902. Fue diseñado por el arquitecto W. Hamilton Beattie y durante la mayor parte del siglo XX fue conocido  simplemente como el NB. El hotel también es conocido porque fue aquí donde la escritora J. K. Rowling terminó de escribir el último libro de la saga literaria de Harry Potter en 2007.